# Zamalek Sporting Club
Lo Zamalek Sporting Club (ar. نادي الزمالك Nādi az-Zamālik), noto anche come El-Zamalek, è una società polisportiva egiziana con sede a Giza, nell'area urbana della metropoli del Cairo, e nota principalmente per la sua sezione calcistica, che milita nella massima divisione del campionato nazionale dalla sua fondazione.
Fondato nel 1911 come Kasr El-Nil (dal nome della importante via del Cairo su cui fissò inizialmente la sua sede il club), il club prende nome dal quartiere di Zamalek, che sorge sull'isola di Gezira e nel quale si trovava la sede sociale prima di trasferirsi in quella attuale. I colori sociali sono il rosso e il bianco. La maglietta è bianca con due strisce rosse orizzontali. La squadra disputa le partite interne allo stadio internazionale del Cairo (74 100 spettatori) e vive una forte rivalità con i concittadini dell'Al-Ahly, con cui disputa il derby del Cairo.
È tra i più blasonati club d'Africa, avendo vinto 14 campionati egiziani, 29 coppe nazionali, 5 Champions League africane, 5 Supercoppe d'Africa, una Coppa delle Coppe CAF, 2 Coppe della Confederazione CAF e 2 Coppe afro-asiatiche, per un totale di 15 trofei internazionali riconosciuti dalla CAF e FIFA, il che pone il club al secondo posto in Africa e al settimo a livello mondiale.

## Storia
Il club polisportivo nasce il 5 gennaio 1911, sotto l'occupazione britannica, con il nome di Kasr-El Nil, dalla denominazione della importante via del Cairo su cui fissa inizialmente la propria sede. Il primo presidente è il belga Marzbach. L'obiettivo del sodalizio è promuovere la socializzazione di europei ed egiziani attraverso lo sport. Nel 1913 il sodalizio cambia nome in Moktalat e nel 1940 in Fārūq (in onore del sovrano d'Egitto Fārūq I. Dopo la rivoluzione egiziana del 1952 viene adottato il nome Zamalek, dal nome del quartiere del Cairo.

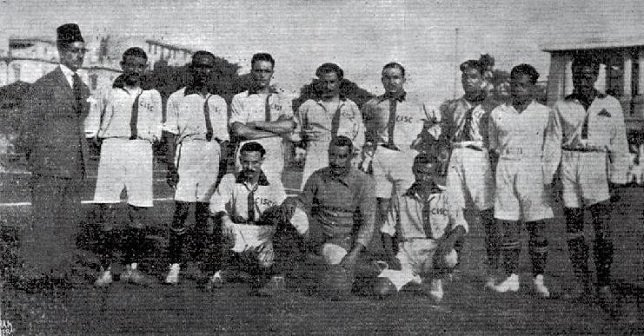
La squadra dello Zamalek che vinse la prima edizione della Coppa del Sultano Hussein nel 1921, diventando la prima squadra egiziana a vincere un titolo.

La sezione calcistica vede la luce nel 1913 e vince nel 1921 la Coppa del Sultano Hussein, competizione nata nel 1917 per contrappore squadre egiziane a squadre militari inglesi: è quella la prima vittoriadi una compagine egiziana nel torneo. Nel 1922 la squadra si aggiudica la prima edizione della Coppa d'Egitto battendo per 5-0 l'Al-Ittihad Al-Iskandary. Negli anni '30 la dirigenza del club decide per l'espulsione di tutti i membri stranieri. Dal 1957 al 1960 lo Zamalek vince ben quattro Coppe d'Egitto consecutive.
Negli anni '60 il club vive un periodo di gloria con le sue stelle, il sudanese Omar El Noor e lo yemenita Ali Mohsen. Negli anni '80 conosce un altro periodo di successi con in campo il ghanese Emanuel Kwarshi, affiancato da Ibrahim Youssef, mentre nei primi anni '90 le vittorie della squadra sono nel segno del nigeriano Emmanuel Amunike. La squadra si aggiudica il campionato nel 1960, 1964, 1965, 1978, 1984, 1988, 1992 e 1993 e la CAF Champions League nel 1984, 1986, 1993 e 1996.
Negli anni 2000, con i ritorni di Hossam Hassan e del fratello Ibrahim Hassan, la squadra torna a vincere, aggiudicandosi il campionato nel 2001, 2003 e 2004 e la quinta Coppa dei Campioni africana nel 2002. In questo periodo diviene il primo club a qualificarsi per il campionato mondiale per club FIFA, nell'edizione del 2001, che poi non si disputa. Nel febbraio 2003 diventa la prima compagine afro-asiatica a salire ai primi posti del ranking mondiale FIFA per squadre di club.
In seguito vive un decennio buio, prima di tornare a vincere il campionato nel 2015 e per la prima volta la Coppa della Confederazione CAF nel 2018-2019 e la Supercoppa CAF nel 2020. Nel 2016 e nel 2019-2020 (contro i rivali concittadini dell'Al-Ahly) perde la finale della CAF Champions League. Nel 2021 torna a vincere il campionato, dopo cinque anni di dominio dell'Al-Ahly, e la coppa nazionale, poi bissa il successo in campionato nel 2022. Nel 2023-2024 si aggiudica di nuovo la Coppa della Confederazione CAF e poi nuovamente la Supercoppa CAF.
Nel 2024-2025 torna alla vittoria della Coppa Nazionale battendo ai rigori il Pyramids.

## Organico

### Rosa 2024-2025
Rosa aggiornata all'8 febbraio 2025.
| N. |                    | Ruolo | Calciatore           |
| -- | ------------------ | ----- | -------------------- |
| 1  | Egitto (bandiera)  | P     | Mohamed Awad         |
| 2  | Egitto (bandiera)  | D     | Ahmad Hossam         |
| 3  | Marocco (bandiera) | D     | Mahmoud Bentayg      |
| 4  | Egitto (bandiera)  | D     | Omar Gaber           |
| 5  | Egitto (bandiera)  | D     | Hossam Abdelmaguid   |
| 6  | Egitto (bandiera)  | D     | Mostafa El Zenary    |
| 7  | Egitto (bandiera)  | A     | Mostafa Shalaby      |
| 8  | Egitto (bandiera)  | C     | Donga                |
| 9  | Egitto (bandiera)  | A     | Nasser Mansi         |
| 10 | Egitto (bandiera)  | C     | Shikabala (capitano) |
| 11 | Tunisia (bandiera) | C     | Ahmed Jaffali        |
| 12 | Egitto (bandiera)  | C     | Sayf Farouk          |
| 13 | Egitto (bandiera)  | D     | Ahmed Abou El Fotouh |
| 14 | Egitto (bandiera)  | C     | Ahmed Hamdi          |
| 15 | Marocco (bandiera) | D     | Sallah Moussaddaq    |
| 16 | Egitto (bandiera)  | P     | Mohamed Sobhy        |
| 17 | Egitto (bandiera)  | C     | Mohamed Shehata      |

| N. |                    | Ruolo | Calciatore          |
| -- | ------------------ | ----- | ------------------- |
| 18 | Egitto (bandiera)  | D     | Mahmoud Gehad       |
| 19 | Egitto (bandiera)  | C     | Abdallah El Said    |
| 20 | Egitto (bandiera)  | A     | Hossam Ashraf       |
| 22 | Egitto (bandiera)  | C     | Nasser Maher        |
| 25 | Egitto (bandiera)  | C     | Ahmed Mostafa       |
| 26 | Egitto (bandiera)  | C     | Mohab Yaser         |
| 27 | Egitto (bandiera)  | A     | Mohamed Atef        |
| 28 | Egitto (bandiera)  | D     | El-Wensh            |
| 29 | Egitto (bandiera)  | D     | Mohamed Abdel Shafy |
| 30 | Tunisia (bandiera) | A     | Seifeddine Jaziri   |
| 31 | Egitto (bandiera)  | C     | Ahmed Abdel Rahim   |
| 32 | Egitto (bandiera)  | P     | Mahmoud El Shenawy  |
| 33 | Egitto (bandiera)  | D     | Ahmed Mahmoud Ahmed |
| 34 | Egitto (bandiera)  | P     | Omar AbdulAziz      |
| 39 | Egitto (bandiera)  | C     | Mohamed ElSayed     |
| 47 | Egitto (bandiera)  | D     | Muhammad Hamdy      |
| 49 | Egitto (bandiera)  | D     | Ahmad Magdy         |

## Calciatori

### Vincitori di titoli
Campioni d'Africa
- Mahmoud Fathallah (Angola 2010)
- Hany Said (Angola 2010)
- Wahid (Angola 2010)
- Shikabala (Angola 2010)
- Mohamed Abdel-Shafy (Angola 2010)

## Palmarès

### Competizioni regionali
- Campionato del Cairo: 14

1922-1923, 1928-29, 1929-1930, 1931-1932, 1933-1934, 1939-1940, 1940-1941, 1943-1944, 1944-1945, 1946-1947, 1948-1949, 1950-1951, 1951-1952, 1952-1953

### Competizioni nazionali
- Campionato egiziano: 14

1959-1960, 1963-1964, 1964-1965, 1977-1978, 1983-1984, 1987-1988, 1991-1992, 1992-1993, 2000-2001, 2002-2003, 2003-2004, 2014-2015, 2020-2021, 2021-2022
- Coppa d'Egitto: 29

1921-1922, 1931-1932, 1934-1935, 1937-1938, 1940-1941, 1942-1943, 1943-1944, 1951-1952, 1954-1955, 1956-1957, 1957-1958, 1958-1959, 1959-1960, 1961-1962, 1974-1975, 1976-1977, 1978-1979, 1987-1988, 1998-1999, 2001-2002, 2007-2008, 2012-2013, 2013-2014, 2014-2015, 2015-2016, 2017-2018, 2018-2019, 2020-2021, 2024-2025
- Supercoppa d'Egitto: 4

2001, 2002, 2016, 2019
- Coppa del Sultano Hussein: 2

1920-1921, 1921-1922

### Competizioni internazionali
- CAF Champions League: 5

1984, 1986, 1993, 1996, 2002
- Coppa della Confederazione CAF: 2

2018-2019, 2023-2024
- Supercoppa CAF: 5

1994, 1997, 2003, 2020, 2024
- Coppa delle Coppe d'Africa: 1

2000
- Coppa dei Campioni afro-asiatica: 2

1987, 1997

### Altre competizioni internazionali
- Champions League araba: 1

2003